# Batha
Batha is een van de 18 regio's van Tsjaad. De hoofdstad van Batha is Ati. 

## Geografie
Batha ligt centraal in het land en heeft een oppervlakte van 88.000 km². De regio ligt in de Sahel.
De regio is onderverdeeld in drie departementen: Batha Est, Batha Ouest en Fitri. 

## Bevolking
Er wonen ruim 288.000 mensen (in 1993) in de regio, waarvan 244.000 sedentair en 44.000 nomadisch.
De voornaamste etnische volkeren zijn de Tsjadische Arabieren (33,62%), de Bilala (18,11%), de Kouka (15,71%), de Massaleit (5,73%) en de Mesmédjé (5,61%).
Regio's: Batha · Borkou-Ennedi-Tibesti · Chari-Baguirmi · Guéra · Hadjer-Lamis · Kanem · Lac · Logone Occidental · Logone Oriental · Mandoul · Mayo-Kebbi Est · Mayo-Kebbi Ouest · Moyen-Chari · Ouaddaï · Salamat · Tandjilé · Wadi Fira

Stad: Ndjamena